# Skrzynia Władcy Piorunów
Skrzynia Władcy Piorunów – pierwsza część serii powieści przygodowych Detektywi na kółkach dla starszych dzieci i młodzieży autorstwa Marcina Kozła Książka po raz pierwszy ukazała się w 2014 roku nakładem wydawnictwa The Facto. W 2017 roku została lekturą uzupełniającą dla klas 4–6 szkoły podstawowej i w nowej oprawie graficznej wznowiło ją Wydawnictwo Prószyński.

## Fabuła
W dziwnych okolicznościach znika ojciec piętnastoletniego Toma. Chłopiec nie wierzy, że jego ojciec z własnej woli zostawił rodzinę. Wkrótce okaże się, że został porwany, a zagadka jego zniknięcia wiąże się z niezwykłą historią wybitnego wynalazcy żyjącego na przełomie dziewiętnastego i dwudziestego wieku. Żeby ją rozwikłać i oswobodzić porwanego mężczyznę, bohaterowie będą musieli wykazać się nie tylko odwagą i sprytem, ale także wiedzą naukową i umiejętnością łamania szyfrów.
Książki z serii Detektywi na kółkach łączą cechy powieści przygodowej i kryminału z elementami biografii wybitnych postaci świata nauki. Współczesne przygody głównych bohaterów splatają się z równolegle opowiadaną historią opartą na faktach. W Skrzyni Władcy Piorunów przedstawione są wydarzenia z życia wynalazcy Nikoli Tesli.

## Bohaterowie
Główną bohaterką jest czternastoletnia Julia, która od wypadku porusza się na wózku, stąd tytuł serii. Zawsze marzyła o byciu „odkrywcą tajemnic i detektywem” i wbrew przeciwnościom losu realizuje swoje marzenie. W rozwiązywaniu zagadek pomaga jej o rok starszy Tom, obdarzony zdolnością synestezji. Pomiędzy tą dwójką bohaterów rodzi się młodzieńcze uczucie. Do zespołu „detektywów na kółkach” należy również labrador Spajk, nazywany Biszkoptem. To pies asystujący, który przypomina sobie wydarzenia z poprzednich wcieleń. Doskonale rozumie ludzi i potrafi pomóc w rozwiązywaniu detektywistycznych zagadek. Dzięki niemu do akcji włączają się inne zwierzęce postacie. W Skrzyni Władcy Piorunów detektywów wspiera dog kanaryjski Rod.